# Premiile Năsturel-Herescu
Premiile Năsturel-Herescu sunt premii create la 30 august 1873 de Academia Română din veniturile realizate de pe urma donației Generalului Constantin Năsturel-Herescu (1798-1874), strănepot al lui Udriște Năsturel.

## Premiile Năsturel-Herescu
Donației Generalului Constantin Năsturel-Herescu a permis constituirea Fondului „Năsturel-Herescu” din care Academia Română a înființat trei categorii de premii. Aceste premii puteau fi acordate numai cetățenilor români sau cetățenilor străini dacă aceștia erau naturalizați români sau dacă realizaseră studii și obținuseră diplome de la universități române. Cele trei premii istituite erau:
- Premiul Năsturel-Herescu de 5.000 lei acordat celei mai bune lucrări în limba română asupra unui subiect propus la concurs de către Academie, din domeniile istoriei, arheologiei, lingvisticii, literaturii, științelor morale și politice;
- Premiul Năsturel-Herescu de 4.000 lei acordat unei lucrări apărute în timpul anului respectiv din domeniul literaturii, al istoriei, filosofiei, artei;
- Marele Premiu Năsturel-Herescu, în valoare de 12.000 de lei, acordat odată la patru ani celor mai bune lucrări apărute în acest interval.

## Laureați ai Premiilor Năsturel-Herescu
Liste parțiale 

### Marele Premiu Năsturel-Herescu
Premiul recompensează cea mai bună lucrare publicată într-un interval de patru ani (premiul fiind acordat în anul imediat următor).
- 1885 - 1888 (1889) - Alexandru Odobescu pentru Scrieri Literare și Istorice
- 1889 - 1892 (1893) -
- 1893 - 1896 (1897) - George Coșbuc pentru traducerea Eneidei
- 1897 - 1900 (1901) -
- 1901 - 1904 (1905) -pr. dr. Ioan Sarbu pentru Istoria lui Mihai Voda Viteazul Domnul Tarii Romanesti
- 1905 - 1908 (1909) -
- 1909 - 1912 (1913) - George Murnu pentru traducerea Iliadei

### Premiul Năsturel-Herescu de 4.000 lei
- 1884 - Simion Florea Marian pentru Ornitologia poporană română în două volume
- 1895 - Ion G. Licherdopol pentru Fauna malacologică a României Nr. 2, Molușcele de uscat și apă dulce ale județului Prahova[3]
- 1896 - Ioan S. Nenițescu pentru volumul De la românii din Turcia europeană
- 1900 - Alexandru Vlahuță pentru volumul Clipe de liniște
- 1902 - Ioan Mihaly de Apșa pentru lucrarea istorica Diplome maramureșene din secolele XIV și XV[4]
- 1903 - Colonelul Constantin N. Hârjeu pentru lucrarea Istoria armei geniului
- 1904 - Nu s-a acordat[5]
- 1906 - Octavian Goga pentru volumul Poezii
- 1910 - Barbu Ștefănescu Delavrancea pentru piesa Apus de soare
- 1914 - sonetistul Mihai Codreanu pentru volumul Statui
- 1920 - Liviu Rebreanu pentru romanul Ion
- 1934 - Eugen Nicoară pentru lucrarea medicală Tinerețe – Bătrânețe[6]
- 1940 - Alexandru Bădăuță împreună cu Al. Cicio Pop și Valeriu Pușcariu, pentru Ghidul României (ghid apărut și în limbile franceză și germană)
- 1944 - Galia Henegariu pentru romanul Alexă a Boldașului
- 1947 - Gheorghe G. Bezviconi pentru Călători ruși în Moldova și Muntenia